# Hasta los dientes
Hasta los dientes è un singolo della cantante statunitense Camila Cabello, pubblicato il 15 aprile 2022 come terzo estratto dal terzo album in studio Familia.

## Descrizione
Hasta los dientes, che vede la partecipazione della cantante argentina María Becerra, è stata categorizzata dalla critica specializzata come una collaborazione pop latina ed è stata composta da entrambe le interpreti assieme a Eric Frederic ed Édgar Barrera; il penultimo dei quali ne ha curato la produzione come Ricky Reed.

## Video musicale
Il video musicale è stato divulgato il 13 maggio 2022; video per cui la Cabello ha sin da subito condiviso delle anteprime tramite i propri canali social, pubblicando delle immagini ritraenti le due artiste con una parrucca di colore rispettivamente azzurro e viola.

## Formazione
- Camila Cabello – voce
- María Becerra – voce aggiuntiva
- Ricky Reed – produzione, programmazione, ingegneria del suono
- Big One – co-produzione, programmazione
- José Castillo – chitarra, co-produzione
- Bart Schroudel – assistenza all'ingegneria del suono
- Michelle Mancini – mastering
- Manny Maroquin – missaggio

## Classifiche
| Classifica (2022) | Posizione massima |
| ----------------- | ----------------- |
| Argentina         | 24                |